# Декрети Бенеша
Декрети президента республіки (чеськ. Dekrety presidenta republiky, словац. Dekréty prezidenta republiky) та Конституційні декрети президента республіки (чеськ. Ústavní dekrety presidenta republiky, словац. Ústavné dekréty prezidenta republiky); більш відомі як Декрети Бенеша — це низка законів, підготовлених чехословацьким урядом у вигнанні за відсутності парламенту Чехословаччини під час німецької окупації країни у Другій світовій війні. У цілому видано 143 декрети.
Декрети стосувалися різних аспектів відновлення Чехословаччини та її правової системи, денацифікації та реконструкції країни. У журналістиці та політичній історії термін «декрети Бенеша» відноситься до декретів президента та декретів Словацької національної ради (SNR) щодо статусу етнічіх німців та угорців та інших у післявоєнній Чехословаччині. Вони представляли правову основу Чехословаччини для вигнання німців з Чехословаччини.
Як результат, майже всі етнічні німці та угорці, предки яких століттями до Другої світової війни жили в Чехословаччині або ті, хто оселився там під час німецької окупації Чехословаччини, втратили чехословацьке громадянство і майно та були вислані з домівок. Деякі з них загинули під час вигнання, що відбулося наприкінці 1940-х років. Декрети Бенеша застосовувалися по-різному в різних частинах країни, деякі декрети діють лише в Богемії та Моравії, тоді як постанови SNR застосовуються у Словаччині. 
Декрети залишаються політично суперечливими як у Чехії, так і в Словаччині.

## Історичний огляд

### Законність та легітимність
Відповідно до Чехословацької конституції 1920 року, єдиним органом, який мав право приймати закони, були Національні збори (парламент), а кожен із них мав підписати президент. Оскільки не було можливості скликати парламент у вигнанні, єдиним органом з обмеженою законодавчою владою був кабінет президента. Таким чином, законність усього уряду у вигнанні випливала з особи Едварда Бенеша, який, тим не менш, пішов у відставку з посади у жовтні 1938 року.
Бенеш повернувся на посаду президента за умови, що його відставка під примусом 1938 року недійсна. Потім він призначив членів уряду в еміграції та Державної ради. Оскільки його президентський термін повинен був закінчитися в 1942 році, уряд прийняв резолюцію, що Бенеш залишатиметься президентом до нових виборів.
Хоча тільки Бенеш видав Указ № 1/1940 (про створення уряду), усі пізніші декрети були запропоновані урядом у вигнанні відповідно до Чехословацької конституції 1920 року та підписані прем'єр-міністром чи делегованим міністром. Чинність декретів підлягала подальшому ратифікації Національною Асамблеєю. Починаючи з 1 вересня 1944 року (після Словацького національного повстання) Словацька національна рада (SNR) утримувала законодавчу та виконавчу владу в Словаччині, пізніше розмежуючи між загальнодержавними актами та іншими нормативними актами; президентські декрети діяли в Словаччині лише в тому випадку, якщо в них прямо зазначено згоду SNR.
4 квітня 1945 року в м. Кошиці, Словаччина (нещодавно звільненої Червоною армією) був створений новий уряд, що складається з партій, об'єднаних у Національний фронт та під сильним впливом Комуністичної партії Чехословаччини. Повноваження президента приймати укази (як запропоновано урядом) залишалося чинним до 27 жовтня 1945 року, коли скликалися Тимчасові національні збори.
Юридичну силу декретів Бенеша в 1946 підтвердили Тимчасові національні збори, визнавши, що вони мають силу закону.

## Типи декретів
Основна частина декретів відносилася до положення німців в Чехії та угорців у Словаччині. Націоналізовувалися банки, страхові компанії, шахти, великі промислові підприємства тощо.
Декрети можна розділити так:
| - Юридичне становище - Конституційні декрети - Декрети | - Видання - Декрети, видані чехословацьким урядом у вигнанні до 4 квітня 1945 року - Декрети, видані урядом у звільненій Чехословаччині після 4 квітня 1945 року | - Територіальна протяжність - Декрети про чехословацький опір у вигнанні - Декрети що діють для всієї Чехословаччини - Декрети що діють для території Богемії та Моравії - Сілезії (тобто без Словаччини) | - Тема - Декрети що стосуються адміністрації (політичні, економічні, військові, соціальні, культурні тощо) - Декрети щодо ретрибуції (включаючи експропріацію тощо) - Декрети про відшкодування шкоди за війну та окупацію (чехословацька іноземна армія, повоєнна відбудова, покарання злочинців тощо) - Декрети про націоналізацію (незважаючи на етнічну приналежність) |

Хоча укази не були охоплені конституцією 1920 року, вони вважалися необхідними чехословацькою владою воєнного та повоєнного часу. Після ратифікації Тимчасовими національними зборами вони стали обов'язковими законами, що мають зворотну силу, і спробували зберегти правовий порядок Чехословаччини під час окупації. Більшість декретів були скасовані пізнішим законодавством (див. список нижче) або застаріли, виконавши своє завдання.

## Вигнання німців
Перші масові розправи над німецьким населенням почалися вже в травні 1945. Між 5 і 9 травня в Празі було убито щонайменше 855 німецьких цивільних осіб, багато зґвалтовані і покалічені. Між 9 і 11 травня чехословацькими підрозділами було убито близько 10 000 вже роззброєних німецьких солдатів (дані судето-німецького товариства). У звільненому від німецької армії Попраді Бенеш вимовив: «Біда, біда німцям, тричі біда! За свої злочини гірко поплатяться! Ліквідовуйте їх! Біда їм! Ліквідовуйте їх!». 12 травня 1945 президент Едвард Бенеш проголосив, що «німецьку проблему в республіці ми повинні остаточно ліквідовувати». У 1945—1946 з Чехословаччини було вигнано більше 3 мільйонів осіб. Ті, хто залишився в Чехословаччині, були піддані репресіям:
- Громадяни німецької національності були позбавлені чехословацького громадянства
- Повинні були постійно підтверджувати свою присутність в поліції і не залишати місце проживання
- Повинні були носити нашивку «N» — «Німець» або пов'язку зі свастикою
- Не могли використовувати публічний транспорт, відвідувати публічні місця
- Конфіскувалися автомобілі, мотоцикли і велосипеди
- Не могли ходити тротуарами
- Не могли мати радіо, телефон і використовувати їх
- Відвідувати магазини тільки в певний час
- Було заборонено розмовляти в публічних місцях німецькою мовою, тощо.

Під час вигнання загинуло 18 816 німців, з них 5 596 убито, 3 411 вчинили самогубство (за твердженням офіційних джерел), 6 615 померло в концентраційних таборах, 1 481 загинули при транспортуванні, 705 відразу після транспортування, 629 під час втечі і 379 з невідомих причин. Багато було покалічені в результаті знущань або зґвалтовані.